# TSLV

TSLV

TSLV (Taiwan's Space launch Vehicle) é um sistema de lançamento descartável de Taiwan que atualmente está em estágio de desenvolvimento. Pouco foi revelado publicamente sobre a especificação do primeiro Veículo Lançador de Satélites de Taiwan (SLV). Ele deve ser capaz de colocar em torno de 50 kg de carga útil a uma órbita de 500–700 km com um ângulo de inclinação com 22,3 graus e uma taxa de dica de menos de 10 graus por eixo.

## Características
Este SLV será uma atualização com base em foguetes-sonda existentes e será composto de quatro estágios de propelente sólido com dois propulsores de combustível sólido strap-on. Portanto, será da mesma classe do indiano SLV-3. O lançamento inaugural está programado para ocorrer durante a segunda fase do projeto espacial 2004-2018, colocando um satélite autóctone em órbita e depois dos lançamentos de preparação de 10-15 foguetes-sonda.